# La Herradura
La Herradura ist ein Ort der Costa Tropical, der Verlängerung der Costa del Sol in der Provinz Granada in Spanien. Der Ortsname – Herradura bedeutet „Hufeisen“ – leitet sich von der geschwungenen Form der Bucht ab, an welcher der Ort liegt.
La Herradura ist heute ein Stadtteil von Almuñécar. Der Ort hatte im Jahr 2011 4243 Einwohner.

## Geschichte

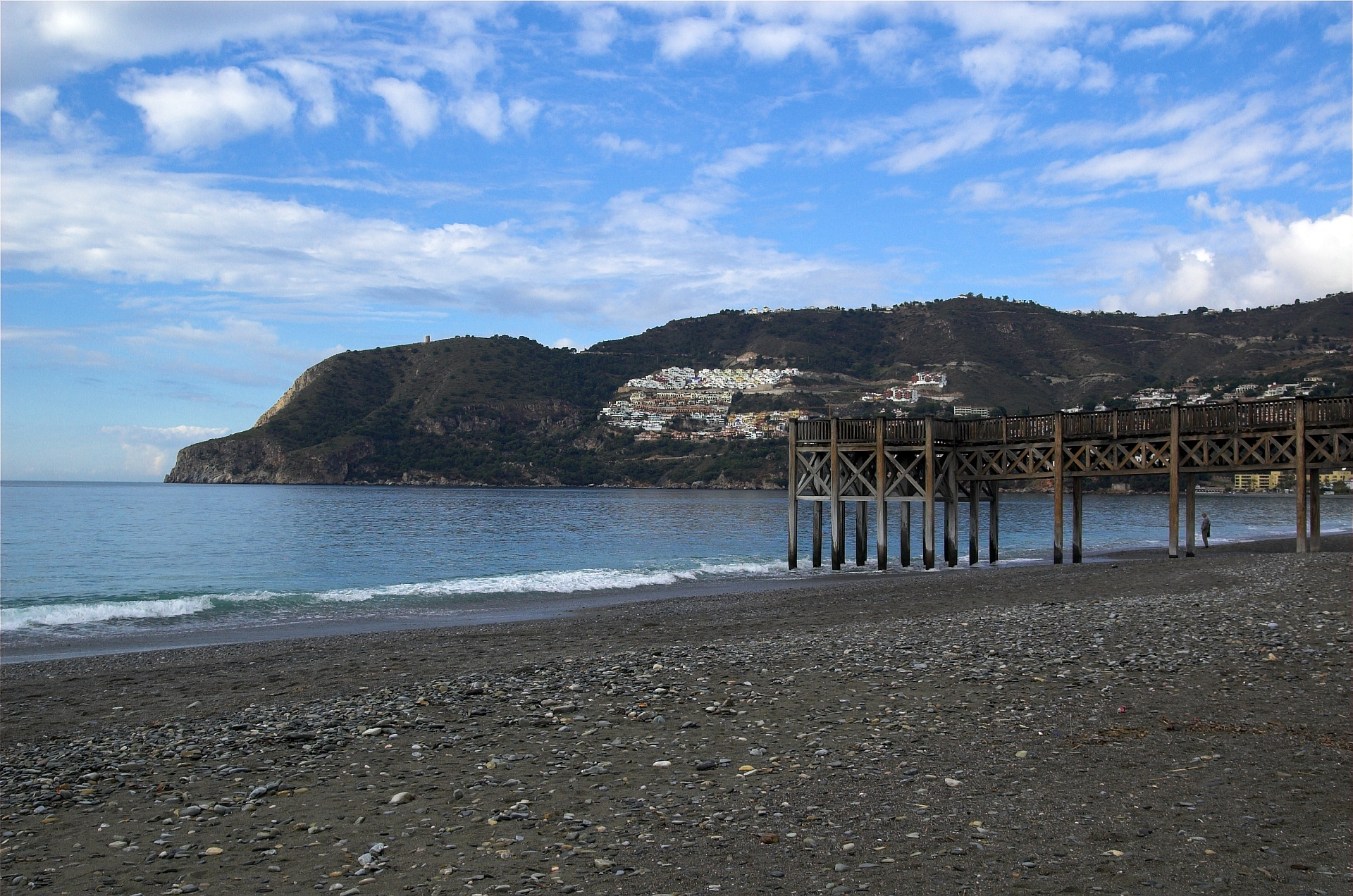
Die Bucht von La Herradura, Blick von Ost nach West

Am 19. Oktober 1562 suchte eine Flotte unter dem Befehl von Juan de Mendoza, die aus dem Königreich Neapel kam und Richtung Málaga segelte, in der Bucht von La Herradura Schutz vor einem Unwetter als der Ostwind Levante plötzlich abflaute und stattdessen ein starker Südwind aufkam. 25 Schiffe der Flotte prallten aufeinander und auf die Felsen der Punta de la Mona, einer Landzunge, die die Bucht begrenzte. 5000 Personen sollen bei diesem Schiffsunglück ums Leben gekommen sein, das sogar Eingang in den Roman Don Quijote von Miguel de Cervantes fand, der etwa vierzig Jahre später geschrieben und veröffentlicht wurde.

## Persönlichkeiten
- Una Stancev (* 2002), Hochspringerin